# Bodotria falsinus
Bodotria falsinus är en kräftdjursart som beskrevs av Francis Day 1978. Bodotria falsinus ingår i släktet Bodotria och familjen Bodotriidae. Inga underarter finns listade i Catalogue of Life.